# Campionato europeo dei piccoli stati maschile di pallavolo 2009
Il campionato europeo dei piccoli stati maschile di pallavolo 2009 si è svolto dal 26 al 28 giugno a Lussemburgo, in Lussemburgo: al torneo hanno partecipato quattro squadre nazionali europee di stati con meno di un milione di abitanti e la vittoria finale è andata per la quinta volta consecutiva a Cipro.

## Qualificazioni
Al torneo hanno partecipato: la nazionale del paese ospitante e tre nazionali provenienti dai gironi di qualificazione.

## Impianti
|                                                                     |  |  |
|                                                                     |  |  |
| Gymnase Coque Città: Lussemburgo Capienza: 3 800 Anno d'apertura: - |  |  |

## Regolamento
Le squadre hanno disputato un'unica fase con formula del girone all'italiana.

## Squadre partecipanti
| Squadra          | Qualificazione                            | Ultima partecipazione |
| ---------------- | ----------------------------------------- | --------------------- |
| Cipro            | 1ª al torneo di qualificazione (girone A) | Cipro 2007            |
| Irlanda del Nord | 1ª al torneo di qualificazione (girone B) | Debutto               |
| Islanda          | 2ª al torneo di qualificazione (girone A) | Andorra 2002          |
| Lussemburgo      | Paese organizzatore                       | Cipro 2007            |

## Torneo

### Risultati
| 26 giugno 2009 Gymnase Coque, Lussemburgo Durata: 1h:53 - Spettatori: 75  | Islanda          | 2 - 3 | Cipro            | 25-23, 18-25, 22-25, 25-17, 13-15 |
| 26 giugno 2009 Gymnase Coque, Lussemburgo Durata: 1h:08 - Spettatori: 150 | Irlanda del Nord | 0 - 3 | Lussemburgo      | 21-25, 16-25, 17-25               |
| 27 giugno 2009 Gymnase Coque, Lussemburgo Durata: 1h:12 - Spettatori: 75  | Cipro            | 3 - 0 | Irlanda del Nord | 25-19, 25-18, 25-21               |
| 27 giugno 2009 Gymnase Coque, Lussemburgo Durata: 1h:11 - Spettatori: 250 | Lussemburgo      | 3 - 0 | Islanda          | 25-19, 25-21, 25-19               |
| 28 giugno 2009 Gymnase Coque, Lussemburgo Durata: 1h:10 - Spettatori: 50  | Irlanda del Nord | 0 - 3 | Islanda          | 21-25, 15-25, 23-25               |
| 28 giugno 2009 Gymnase Coque, Lussemburgo Durata: 2h:00 - Spettatori: 450 | Lussemburgo      | 2 - 3 | Cipro            | 25-18, 25-22, 19-25, 21-25, 12-15 |

### Classifica
| Pos | Squadra          | Pt | G | V | P | SV | SP | Ratio | PF  | PS  | Ratio |
| --- | ---------------- | -- | - | - | - | -- | -- | ----- | --- | --- | ----- |
| 1   | Cipro            | 6  | 3 | 3 | 0 | 9  | 4  | 2.250 | 285 | 263 | 1.084 |
| 2   | Lussemburgo      | 4  | 3 | 2 | 1 | 8  | 3  | 2.667 | 252 | 218 | 1.156 |
| 3   | Islanda          | 4  | 3 | 1 | 2 | 5  | 6  | 0.833 | 237 | 239 | 0.992 |
| 4   | Irlanda del Nord | 4  | 3 | 0 | 3 | 0  | 9  | 0.000 | 171 | 225 | 0.760 |

## Podio

### Campione
Formazione: 1 Dimitris Apostolou, 2 Panagiotis Eracleous, 3 Gabriel Georgiou, 4 Vladimir Knezević, 5 Nikos Kola, 6 Stylianos Masias, 7 Dimitris Pampakas, 8 Marinos Papachristodoulou, 9 Achilleas Petrakidis, 10 Sotiris Petrakidis, 11 Savvas Savva, CT: Antonis Papadopoulos

### Secondo posto
Formazione: 1 Ben Angelsberg, 2 Djamel Belhaouci, 3 Gilles Braas, 4 Andy König, 5 Tim Laevaert, 6 Ralf Lentz, 7 Jan Lux, 8 Laurent Schoder, 9 Juan Pablo Stutz, 10 Massimo Tarantini, 11 Frantizek Vosahlo, 12 Daniel Zuidberg, CT: Burkhard Disch

### Terzo posto
Formazione: 1 Reynir Arnason, 2 Wojtek Bachorski, 3 Emil Gunnarsson, 4 Róbert Hlodversson, 5 Orri Jonsson, 6 Hilmar Sigurjonsson, 7 Alexander Stefansson, 8 Hafsteinn Valdimarsson, 9 Kristjan Valdimarsson, 10 Valur Valsson, CT: Michael Overhage

## Classifica finale
| Pos | Squadra          |
| --- | ---------------- |
|     | Cipro            |
|     | Lussemburgo      |
|     | Islanda          |
| 4   | Irlanda del Nord |